# Фудзимото, Кётаро
Кётаро Фудзимото (англ. Kyotaro Fujimoto, яп. 藤本京太郎; род. 23 июня 1986, Осака, Япония) — японский профессиональный боксёр и профессиональный кикбоксер, выступающий в тяжёлой весовой категории. Победитель и финалист нескольких соревнований по кикбоксингу, проведённых под эгидой К-1 (2006—2010) в тяжёлом весе. В профессиональном боксе чемпион Азии и Океании по версиям OPBF (2017—н. в.) и WBO (2017—2019) в тяжёлом весе.
На май 2018 года, по рейтингу BoxRec занимал 38-ю позицию среди боксёров тяжёлой весовой категории, а по рейтингам основных международных боксёрских организаций занимал 7-ю строчку рейтинга WBO, 11-ю строку рейтинга WBA и 27-ю строку рейтинга WBC — уверенно входя в ТОП-40 лучших тяжеловесов всего мира.

## Профессиональная карьера в Кикбоксинге
На профессиональном ринге по правилам кикбоксинга Фудзимото провёл 23 поединка одержав 18 побед (из них 9 нокаутом) и потерпел 5 поражений — все решением судей и от таких известных бойцов как: Гегард Мусаси, Тайрон Спонг, Сэмми Схилт, Руслан Караев.
Он известен своим правым хуком, которым нокаутировал многих своих соперников, и стал победителем и финалистом нескольких соревнований по кикбоксингу, проведённых под эгидой К-1 в супертяжёлом весе.

## Профессиональная боксёрская карьера
В профессиональном боксе Фудзимото успешно дебютировал 31 декабря 2011 года, победив единогласным решением судей австралийского боксёра Майкла О’Доннелла (6-14).
14 января 2017 года Фудзимото победил единогласным решением судей (счёт: 118—109, 116—111, 116—112) опытного австралийца Вилли Назио (10-1) и завоевал вакантный региональный титул чемпиона OPBF в тяжёлом весе.
8 мая 2017 года Фудзимото победил техническим нокаутом в 9-м раунде опытного боксёра из Самоа Хермана Эне Пёрселла (12-5) и завоевал вакантный титул чемпиона по версии WBO Asia Pacific, а также защитил региональный титул чемпиона OPBF в тяжёлом весе.

### Несостоявшийся чемпионский бой с Джозефом Паркером
Ещё 1 августа 2015 года в Новой Зеландии был запланирован бой Кётаро Фудзимото и новозеландца Джозефа Паркера, но Фудзимото снялся с боя и взамен ему тогда выступил опытный австралиец Боуи Тупоу (25-3). А в сентябре 2017 года в команде чемпиона мира Джозефа Паркера (24-0) вновь начали переговоры с командой Кётаро Фудзимото о проведении супершоу в Токио (Япония), когда планировалось, что впервые японский супертяжеловес будет драться за титул чемпиона мира на своей родине.

## Статистика боёв в профессиональном боксе
В таблице перечислены результаты всех поединков боксёров.
В каждой строке указан результат поединка. Дополнительно номер поединка обозначен цветом, который обозначает итог поединка. Расшифровка обозначений и цветов представлена в нижеследующей таблице.
| Пример | Расшифровка                     |
| ------ | ------------------------------- |
|        | Победа                          |
|        | Ничья                           |
|        | Поражение                       |
|        | Планируемый поединок            |
|        | Поединок признан несостоявшимся |
| КО     | Нокаут                          |
| ТКО    | Технический нокаут              |
| PTS    | Решение судей (по очкам)        |
| UD     | Единогласное решение судей      |
| MD     | Решение большинства судей       |
| SD     | Раздельное решение судей        |
| RTD    | Отказ от продолжения боя        |
| DQ     | Дисквалификация                 |
| NC     | Поединок признан несостоявшимся |